# Mank
Mank è un comune austriaco di 3 177 abitanti nel distretto di Melk, in Bassa Austria; ha lo status di città (Stadtgemeinde). Nel 1966 ha inglobato il comune soppresso di Kälberhart e nel 1970 quello di Großaigen.